# 艾哈迈德·查希尔
艾哈迈德·查希尔（1946年6月14日 - 1979年6月14日）是一位阿富汗歌手、词曲作者和作曲家。他被稱为“阿富汗的猫王”， 他的大部分歌曲是用達利語创作的，其次是普什图语，还有少数歌曲是用俄语、印地语和英语创作的。  
1979年6月14日，他遭到暗杀。 查希尔死后被视为民族英雄。 他的坟墓在20世纪90年代末被塔利班摧毁，但后来被他的粉丝重建。 